# Zach Braff
Zachary Israel Braff (ur. 6 kwietnia 1975 w South Orange w New Jersey) – amerykański aktor filmowy i telewizyjny, reżyser, scenarzysta i producent filmowy. Odtwórca roli stażysty medycznego Johna „J.D.” Doriana w sitcomu NBC/ABC Hoży doktorzy (2001–2010), za którą był nominowany do nagrody Emmy (2005) i trzykrotnie do Złotego Globu (2005–2007). Za swój debiut reżyserski na dużym ekranie filmem Powrót do Garden State (2004), do którego również wybrał i wyprodukował ścieżkę dźwiękową, zdobył uznanie krytyków i otrzymał nagrodę Grammy za najlepszą ścieżkę dźwiękową do kompilacji dla Visual Media.

## Życiorys

### Wczesne lata
Urodził się w rodzinie żydowskiej jako syn Anne (z domu Brodzinsky), psycholożki klinicznej, i Hala Braffa, adwokata sądowego. Jego rodzeństwo to Adam J. Braff, pisarz, i Joshua Braff, scenarzysta/producent. Jego rodzice rozwiedli się i założyli nowe rodziny kiedy Zach był młody. W wieku dziesięciu lat rozpoznano u niego zaburzenie obsesyjno-kompulsyjne. Ukończył Columbia High School w Maplewood w New Jersey, gdzie pracował w szkolnej stacji telewizyjnej. Następnie został absolwentem Northwestern University uzyskując dyplom B.A. w dziedzinie filmu w 1997.

### Kariera
Po udziale jako uczeń w dramacie telewizyjnym CBS High (1989) z Gwyneth Paltrow i Roxann Dawson i gościnnym występie jako David Cummings w serialu familijnym HBO Klub Baby-Sitters (1990), zadebiutował na kinowym ekranie w roli Nicka Liptona w komedii kryminalnej Woody’ego Allena Tajemnica morderstwa na Manhattanie (1993).
Wystąpił w produkcjach off-broadwayowskich: w podwójnej roli jako Fleance i młody Siward w tragedii Shakespeare’a Makbet (1998), Sebastian w komedii szekspirowskiej Wieczór Trzech Króli (2002) oraz Harry w Zaufaniu (2010).
W sitcomie NBC/ABC Hoży doktorzy (2001–2010) od pierwszego sezonu grał głównego bohatera – nietypowego lekarza Johna „J.D.” Doriana. Zach był nominowany trzykrotnie do nagrody Złotego Globu i Emmy. Braff sam wyreżyserował kilka odcinków serialu. Napisał też (w sześć miesięcy), wyreżyserował i zagrał główną rolę w filmie z 2004 roku – Powrót do Garden State, który został nakręcony w jego rodzinnym stanie New Jersey w miastach South Orange, Maplewood i Tenafly. Producenci na początku byli niechętni do jego sfinansowania. Zach użyczył swego głosu w filmie Kurczak Mały (2005) oraz do gry Kingdom Hearts II. W 2005 pojawił się w programie Ashtona Kutchera Punk'd – został wrobiony w pogoń za wandalem, który wydawał się malować sprayem jego nowe porsche.
Braff nakręcił kilka teledysków:
- Gavin DeGraw – „Chariot”,
- Joshua Radin – „Closer”,
- Cary Brothers – „Ride"
- Lazlo Bane – „Superman” – główny motyw serialu Hoży doktorzy.

Zagrał główną rolę w komedii romantycznej Stara miłość nie rdzewieje, która pojawiła się na ekranach 15 września 2006. Obok Zacha w filmie wystąpili także Amanda Peet, Charles Grodin i Jason Bateman. Film z tego samego roku - dramat komediowy Przyjaciele - przyniósł około 11 mln dolarów zysku w kinach Ameryki Północnej, a dochody z całego świata i z wypożyczalni DVD przyniosły dodatkowe 35 mln. W tym filmie Zach również pomagał w tworzeniu ścieżki dźwiękowej – był producentem wykonawczym i zaprosił do nagrań mniej znane zespoły – takie jak Imogen Heap, Joshua Radin, Schuyler Fisk i Rachael Yamagata – oraz Remy Zero, Coldplay, Snow Patrol, Turin Brakes i Aimee Mann. Koszty produkcji wynosiły 20 mln.
19 maja 2007 był gospodarzem finału 31. sezonu programu Saturday Night Live. W jednym ze swoich skeczy zagrał ucznia szkoły średniej, który próbuje wytłumaczyć dwóm snobom z komitetu balowego, że Powrót do Garden State jest ważnym filmem dla jego rówieśników. Braff miał również wystąpić w filmie Fletch Won, lecz wycofał się z rozmów i skupił się na Otwarte serca – filmie, który wyreżyseruje, a który będzie adaptacją opartą na starszej duńskiej produkcji. Wraz z bratem napisał filmową wersję bajki dla dzieci Andrew Henry's Meadow.
Zach zapowiedział, że po ósmym sezonie Hożych doktorów odejdzie z serialu. Po emisji ósmego sezonu w Stanach Zjednoczonych zdecydował, że zagra jeszcze w sześciu odcinkach dziewiątego sezonu.
W 2014 zadebiutował na Broadwayu jako David Shayne w komedii muzycznej Bullets Over Broadway.

## Filmografia

### Filmy (jako reżyser)
- 2017 W starym, dobrym stylu (Going in Style)
- 2014 Gdybym tylko tu był (Wish I Was Here)
- 2004 Powrót do Garden State (Garden State) jako Andrew Largeman

### Filmy (jako aktor)
- 2014 Gdybym tylko tu był (Wish I Was Here)
- 2013 Oz: Wielki i potężny (Oz the Great and Powerful) jako Frank
- 2011 Open Hearts
- 2010 The High Cost of Living
- 2006 Przyjaciele (The Last Kiss) jako Michael
- 2006 Stara miłość nie rdzewieje (The Ex) jako Tom Reilly
- 2005 Kurczak Mały (Chicken Little) jako Mały Kurczak (głos)
- 2004 Powrót do Garden State (Garden State) jako Andrew Largeman
- 2002 Gwiazdka muppetów (It's a Very Merry Muppet Christmas Movie) jako Zach Braff
- 2000 Liga złamanych serc (The Broken Hearts Club: A Romantic Comedy) jako Benjamin „Benji” Waters
- 2000 Endsville jako Dean
- 2000 Blue Moon jako Fred
- 1999 Prawda o tobie... (Getting to Know You) jako Wesley
- 1994 My Summer As a Girl jako Tony
- 1993 Tajemnica morderstwa na Manhattanie (Manhattan Murder Mystery) jako Nick Lipton

### Seriale (jako aktor)
- 2005–2006 Bogaci bankruci (Arrested Development) jako Phillip Litt (gościnnie)
- 2001–2010 Hoży doktorzy (Scrubs) jako dr John Michael „J.D.” Dorian